# 文振碩
文振碩（：／ Moon Jin-seok，1962年2月12日—），大韓民國自由派政治人物，現任第21屆國會議員。
2023年6月1日、他與韓國国土管理学会、韓国歷史領土財團等在韓国国会圖書館舉辦「為收復北方領土相關的学術会議」，討論間島問題以及滿洲復國等議題。